# Hydropsyche elissoma
Hydropsyche elissoma là một loài Trichoptera trong họ Hydropsychidae. Chúng phân bố ở miền Tân bắc.